# Fats Navarro

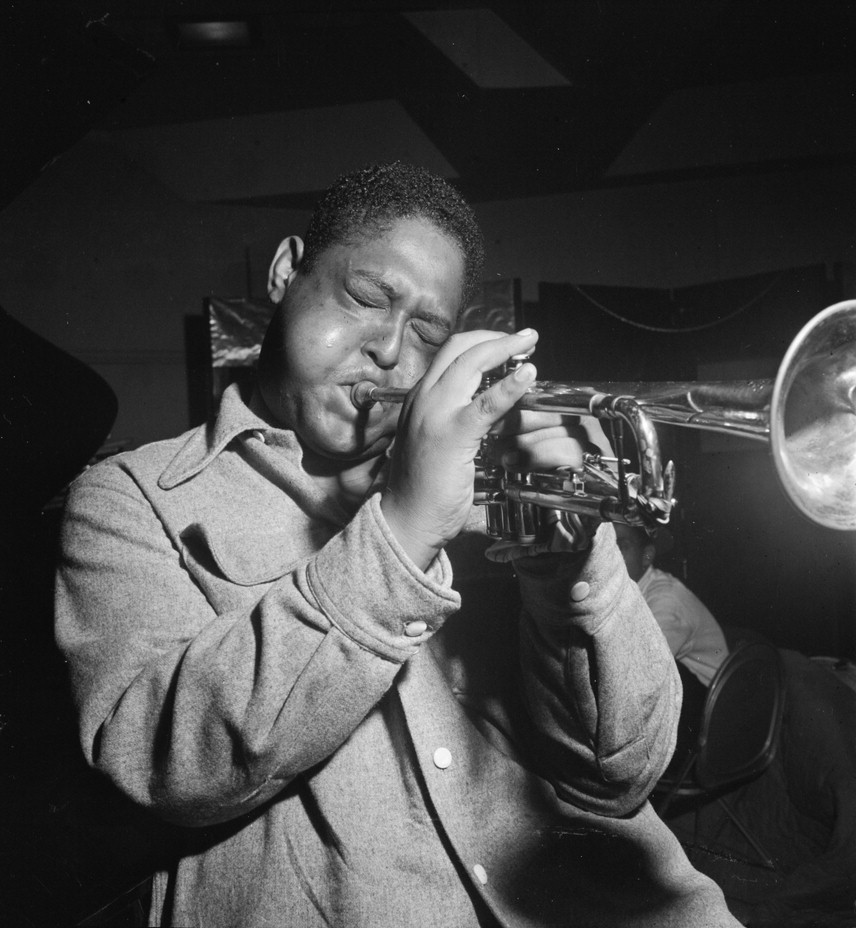
Fats Navarro, um 1947.
Fotografie von William P. Gottlieb.

Theodore „Fats“ Navarro (* 24. September 1923 in Key West, Florida; † 7. Juli 1950 in New York City) war ein US-amerikanischer Jazztrompeter, der als einer der herausragendsten frühen Trompeter des Bebop gilt. Er war Vorbild für Trompeter wie Clifford Brown, Lee Morgan und Freddie Hubbard.

## Werdegang
Fats Navarro hatte kubanische, afroamerikanische und chinesische Vorfahren und spielte schon als Kind zunächst Klavier (sein ebenfalls Klavier spielender Vater schickte ihn mit sechs Jahren zum Unterricht), begann aber im Alter von 13 Jahren Trompete und Tenorsaxophon zu spielen. Seinen ersten Job in einer Band hatte er im Orchester von Walter Johnson in Miami.
1941 verließ er die Schule und wurde in Orlando Mitglied der Band von Sol Albright, mit der er auf Tournee ging, wechselte aber im selben Jahr zu Snookum Russells Orchester in Indianapolis, wo er Freundschaft mit dem Posaunisten J. J. Johnson schloss. Russells Gruppe galt in den 1940er Jahren als eine der populären Territory Bands und stellte eine gute Trainingsmöglichkeit für den jungen Trompeter dar. Neben J. J. Johnson spielte dort auch Ray Brown. Nach zwei Jahren bei Russell wurde er erster Solist an der Trompete. In dieser Zeit war sein Stil stark von Roy Eldridge und seinem Cousin Charlie Shavers geprägt.
Anschließend spielte er von 1943 bis 1945 in Kansas City bei Andy Kirk, in dessen berühmten Swingorchester Twelve Clouds of Joy. Der erste Trompeter des Orchesters, Howard McGhee, wurde sein engster Freund und Lehrmeister, der ihn auch an den Bebop heranführte, den Navarro in den Jazzclubs der 52nd Street hören konnte. Im Dezember 1943 entstanden Navarros erste Aufnahmen mit der Kirk-Band, die 78er Fare Thee Well Honey / Baby, Don’t You Tell Me No Lie für Decca.
1944 trat er in New York auf: Sein Auftritt im Apollo Theater beeindruckte die Kritiker. 1945 ersetzte er sein Vorbild Dizzy Gillespie (auf dessen Empfehlung) in der stark Bebop beeinflussten Big Band von Billy Eckstine. Seine Mitgliedschaft in Billy Eckstine and His Orchestra endete bereits ein Jahr später; da die Schallplattenfirmen jedoch mehr an Eckstines Balladen interessiert waren, existieren nur wenige Aufnahmen mit Soli des Trompeters in dieser Band. Nach seinem Ausscheiden bei Eckstine blieb Navarro in New York City. In der Stadt entstanden mit dem Ende der Big Bands zahlreiche kleinere Ensembles, die das ideale Format für ihn darstellten. So entstanden Aufnahmen mit Leo Parker, Sonny Stitt, Kenny Dorham und dem McGhee-Navarro Boptet.

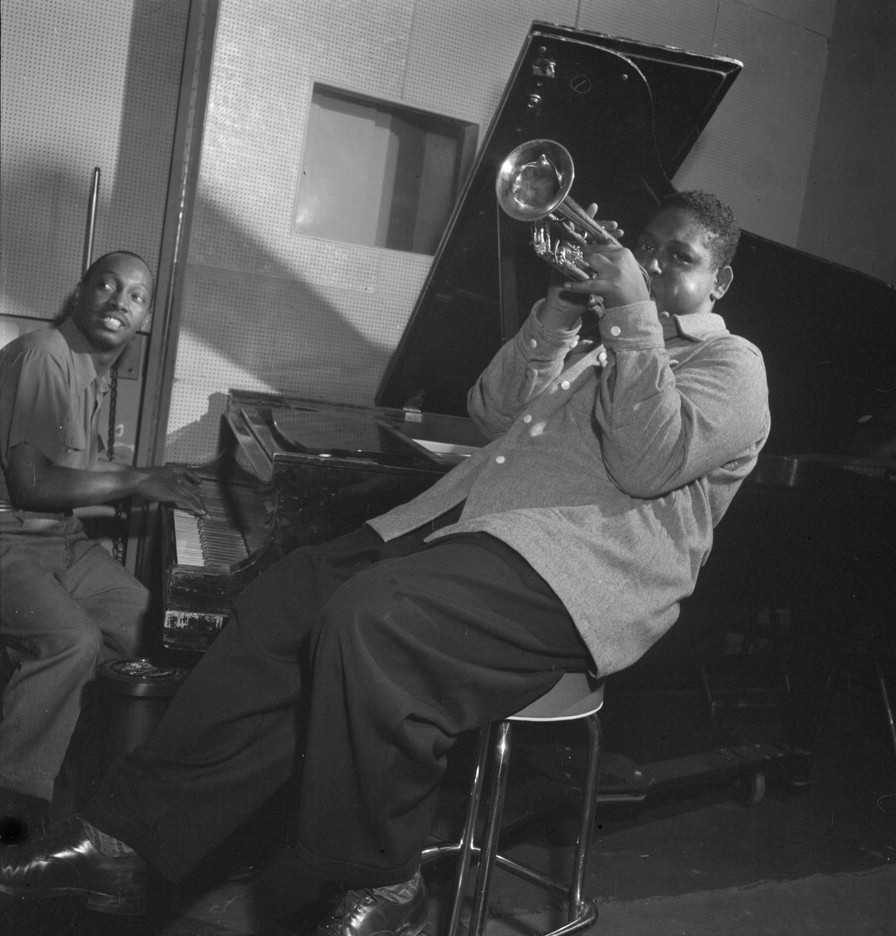
Fats Navarro und Tadd Dameron.
Foto: William P. Gottlieb.

Er spielte dann ab 1947 als Starsolist in der Band des Pianisten Tadd Dameron, aber auch mit Illinois Jacquet, Tommy Reynolds, Lionel Hampton und Coleman Hawkins. In dieser Zeit war er auch Solist in einer der All-Stars-Gruppen, die im Rahmen der Jazz at the Philharmonic Konzerte in der Carnegie Hall spielten. Seine Verbindung mit Tadd Dameron gilt als seine musikalisch wohl produktivste Periode. Der Einfluss des Pianisten brachte einen mehr lyrischen Akzent in sein Spiel. Navarro war einer der Hauptsolisten in einem Ensemble, in dem er damals mit Musikern wie Wardell Gray, Allen Eager, J. J. Johnson, Milt Jackson, Curley Russell, Nelson Boyd und Kenny Clarke spielte. Als legendär gelten die Auftritte der Band im New Yorker Club Royal Roost. 1948 nahm er auch ein Stück als Mitglied des Bop-orientierten Benny Goodman Septetts auf (Stealin’ Apples).

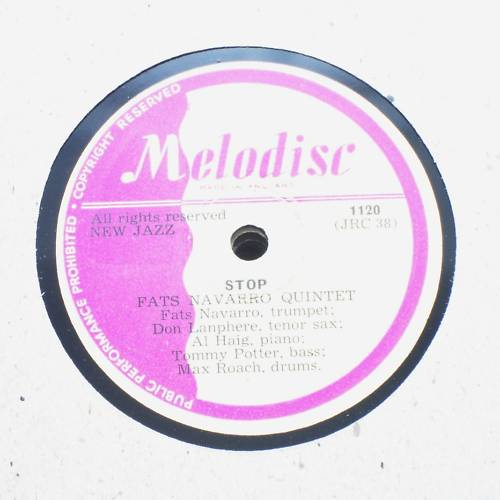
Fats Navarro/Don Lanphere Quintett mit Al Haig, Tommy Potter und Max Roach: Stop (1949)

Navarro genoss zu diesem Zeitpunkt beim Jazz-Publikum, Kritikern und Kollegen ein hohes Ansehen; 1948 war er Gewinner in der Leserumfrage des Metronome und trat dann mit den Metronome All Stars auf. Navarro, der spanisch sprach, spielte auch gelegentlich bei Jamsessions in den Clubs der Latin-Jazz-Szene in New York. Trotz des Erfolgs gründete Navarro keine eigene Band; so entstanden unter eigenem Namen nur wenige Titel. Er nahm mit dem Perkussionisten Chino Pozo den Tadd-Dameron-Titel Jahbero auf, der auf All the Things You Are basiert. Anfang 1949 spielte er mit Casbah eine weitere Dameron-Komposition ein, die auf dem Standard Out of Nowhere von 1931 basierte; hier wirkten die afro-kubanischen Perkussionisten Diego Ibarra und Carlos Vidal Bolado mit. Ende 1949 entstand ein Bop-Mambo namens Stop, den Don Lanphere auf der Grundlage von Pennies from Heaven geschrieben hatte.
Eine Erkrankung an Tuberkulose schränkte in den letzten siebzehn Monaten seines Lebens die Aktivitäten stark ein; dennoch ging er im Februar und März 1949 auf eine JATP-Tournee. 1949 fanden daher nur zwei Studiosessions statt; eine im August mit Bud Powell und eine weitere im September mit Don Lanphere. Zuletzt holte ihn noch Charlie Parker 1950 in sein Quartett; kurz vor seinem Tod entstanden noch Live-Aufnahmen aus dem Birdland. Damals wog er aber nur noch 55 kg und bei seinem Tod schließlich nur noch 35 kg. Er starb mit 26 Jahren an den Folgen der Tuberkulose und seiner Abhängigkeit von Heroin und Alkohol.
Wegen seiner Korpulenz und seiner hohen Stimme hatte Navarro auch den Spitznamen „Fat Girl“.

## Stimmen
„Kein Mensch kannte ihn, aber dieser Motherfucker konnte spielen wie kein anderer. Er war – wie ich – ziemlich jung, hatte aber schon ein bestimmtes Konzept für sein Instrument (…) Fat Girl war ein witziger Typ und bevor ihm die Drogen zusetzten klein und fett. Aber dann war er nur noch Haut und Knochen und lief mit diesem schrecklichen Husten rum, der ihm durch den ganzen Körper ging (…) Mann, er war so ein wunderbarer Mensch und ein großartiger Trompeter. Ich mochte ihn sehr.“

## Würdigungen
Navarro hinterließ insgesamt circa 150 Aufnahmen. 1982 wurde er von einer internationalen Kritikerschar in die Down Beat Hall of Fame gewählt. Er gilt als der Haupteinfluss für Clifford Brown und die nachfolgende Generation von Trompetern wie Benny Bailey, Lee Morgan, Freddie Hubbard, Sam Noto, Woody Shaw und später Roy Hargrove.
Martin Kunzler zählte ihn zu „den Frühentwickelten des Jazz, deren Karriere vor ihrem Höhepunkt abbrach“, stets erkennbar „am vollen, ungewöhnlich klaren Ton und einer technisch vollkommenen Phrasierung“.

## Diskografie (Auswahl)
- 1946/47 Memorial – Fats Bud-Klook-Sonny-Kinney (Savoy Records, 1955) mit Bud Powell, Kenny Clarke, Sonny Stitt, Kenny Dorham sowie Curly Russell und Gil Fuller (arr)
- 1946 Eddie Lockjaw Davis: 1946–1947 (Classics)
- 1946 Illinois Jacquet: 1945–1946 (Classics)
- 1946 Goin’ to Minton’s (Savoy, 1946–47) mit Bud Powell, Sonny Stitt, Tadd Dameron, Art Blakey, Kenny Clarke
- 1946 Nostalgia (Savoy, 1946/47) mit Eddie Lockjaw Davis, Dexter Gordon, Al Haig, Art Blakey
- 1948 Howard McGhee: On Dial – The Complete Sessions 1945–1947 (Spotlite)
- 1948 Howard McGhee: 1948 (Classics)
- 1947 The Fabulous Fats Navarro, Vol 1 & 2 (Blue Note 1947–48), Neuausgabe als
- 1947 The Complete Fats Navarro On Blue Note And Capitol (Blue Note, 1947–49)
- 1948 Fats Navarro Featured With The Tadd Dameron Band (Milestone) mit Milt Jackson, Kenny Clarke
- 1950 Bird & Fats – Live at Birdland (Cool & Blue) mit Charlie Parker, Bud Powell, Tommy Potter, Curley Russell, Art Blakey, Roy Haynes
- 1950 Bud Powell: The Amazing Bud Powell, Volume 1 (Blue Note)
- 1950 The Fats Navarro Story (Proper, 4-CD-Compilation)